# Camp de concentration de Columbia
Pour les articles homonymes, voir Columbia.
Le camp de concentration de Columbia était situé à Berlin dans le quartier de Tempelhof.
Ce lieu était auparavant une prison militaire érigée en 1900. Il a été ensuite utilisé comme prison par la Gestapo. Le camp de concentration a été « ouvert » le 27 décembre 1934 et officiellement « fermé » le 5 novembre 1936. En raison de sa situation à Berlin, de nombreuses personnalités politiques y ont été emprisonnées.

## Les détenus
Comme dans la plupart des autres premiers camps de concentration, ce sont principalement des prisonniers politiques qui ont été détenus à Columbia. Ces arrestations ont permis aux dirigeants nazis  de tenir l'opposition à l'écart de la vie politique dans la phase de consolidation du pouvoir.
Au total, ce sont environ 10 000 prisonniers qui ont été arrêtés pendant l'existence du camp. Environ 400 prisonniers en moyenne se trouvaient simultanément détenus dans le camp. Tous ont été soumis aux mesures arbitraires des gardes SS. L'inspecteur des camps de concentration, Theodor Eicke a écarté tous les dirigeants SS qui selon lui étaient « trop doux ». Les prisonniers devaient réaliser un certain nombre de travaux de construction, comme le pavement de la chaussée dans la cour ou la rénovation des salles de garde. Rien n'était cependant prévu pour l'amélioration des conditions matérielles de détention.

## La fermeture du camp
La fermeture du camp était nécessaire pour laisser la place au projet de création de l'aérodrome de Tempelhof. Les détenus ont été transférés au camp proche de Sachsenhausen. Les plans de Sachsenhausen ont été préparés à Columbia. C'est avec les déportés du camp d'Esterwegen que les prisonniers de Columbia ont érigé Sachsenhausen en partant quasiment de rien. Le camp de Columbia est passé le 1er octobre 1936 sous la tutelle du ministère de l’Air du Reich. Le 5 novembre 1936 le camp de Columbia a été officiellement fermé. Des photos des bâtiments de l'aérodrome de Tempelhof indiquent que les bâtiments du camp ont subsisté au moins jusqu'en mars 1938.

## Le camp après 1945
À proximité du lieu du camp, un monument du sculpteur Georg Seibert, érigé en 1994, évoque la mémoire du camp de Columbia.

## Détenus connus
- Theodor Duesterberg
- Hermann Duncker (de)
- Georg Ebert
- Erich Honecker
- Else Megelin
- Karl Schirdewan
- Werner Seelenbinder
- Ernst Thälmann
- Max Naumann, président de l'Association des Juifs nationaux allemands

## Référence
- (de) Kurt Schilde, Johannes Tuchel:Columbia-Haus. Berliner Konzentrationslager 1933-1936, Édition Hentrich, Berlin, 1990

## Source
- (de) Cet article est partiellement ou en totalité issu de l’article de Wikipédia en allemand intitulé « Columbia-Haus » (voir la liste des auteurs).